# Adelphia mirabilis
Adelphia mirabilis är en tvåhjärtbladig växtart som först beskrevs av W.R.Anderson, och fick sitt nu gällande namn av W.R.Anderson. Adelphia mirabilis ingår i släktet Adelphia och familjen Malpighiaceae. Inga underarter finns listade i Catalogue of Life.